# Martha Nava
Martha Nava García (... – 17 luglio 2017) è stata una cestista messicana.

## Carriera
Con il Messico ha preso parte ai Campionati mondiali del 1975 e a tre edizioni dei Giochi panamericani (1967, 1971, 1975), vincendo una medaglia d'argento nel 1975.